# Mitchelton Bay Classic
La Mitchelton Bay Classic (Bay Cycling Classic de 1992 à 2013) est une course cycliste qui a lieu chaque année en Australie peu avant les championnats d'Australie. Elle se déroule sur quatre jours.

## Palmarès
| Année                  | Vainqueur          | Deuxième          | Troisième          |
| ---------------------- | ------------------ | ----------------- | ------------------ |
| Jayco Bay Classic      |                    |                   |                    |
| 1989                   | Peter Steiger      |                   |                    |
| 1990                   | Glenn Clarke       |                   |                    |
| 1991                   | non disputé        | non disputé       | non disputé        |
| 1992                   | Glenn Clarke       |                   |                    |
| 1993                   | Peter Attard       |                   |                    |
| 1994                   | Rick McCaig        | David McKenzie    | Scott Paul Steward |
| 1995                   | Neil Stephens      | Robbie McEwen     | David McKenzie     |
| 1996                   | David McKenzie     | Scott McGrory     | Glenn Clarke       |
| 1997                   | Robbie McEwen      | Harm Jansen       | Rick McCaig        |
| 1998                   | Brett Aitken       | Stuart O'Grady    | Robbie McEwen      |
| 1999                   | Robbie McEwen      | David McKenzie    | Graeme Brown       |
| 2000                   | Brett Aitken       | Graeme Brown      | Rick McCaig        |
| 2001                   | Robbie McEwen      | Graeme Brown      | Hilton Clarke      |
| 2002                   | Robbie McEwen      | Hilton Clarke     | Brett Aitken       |
| 2003                   | Robbie McEwen      | Brett Aitken      | Christopher Sutton |
| 2004                   | Baden Cooke        | David McKenzie    | Matthew Wilson     |
| 2005                   | Robbie McEwen      | Hilton Clarke     | David McPartland   |
| 2006                   | Hilton Clarke      | Gregory Henderson | Mark Renshaw       |
| 2007                   | Mark Renshaw       | Simon Gerrans     | Rory Sutherland    |
| 2008                   | Mark Renshaw       | Allan Davis       | Baden Cooke        |
| 2009                   | Graeme Brown       | Robbie McEwen     | Bernard Sulzberger |
| 2010                   | Christopher Sutton | Gregory Henderson | Graeme Brown       |
| 2011                   | Matthew Goss       | Michael Matthews  | Bernard Sulzberger |
| 2012                   | Allan Davis        | Caleb Ewan        | Anthony Giacoppo   |
| 2013                   | Caleb Ewan         | Gregory Henderson | Mitchell Docker    |
| Mitchelton Bay Classic |                    |                   |                    |
| 2014                   | Brenton Jones      | Zakkari Dempster  | Caleb Ewan         |
| 2015                   | Caleb Ewan         | Gregory Henderson | Michael Hepburn    |
| 2016                   | Caleb Ewan         | Brenton Jones     | Patrick Shaw       |
| 2017                   | Ian Bibby          | Matthew Gibson    | Caleb Ewan         |